# Siracusa Calcio 1985-1986
Questa voce raccoglie le informazioni riguardanti il Siracusa Calcio nelle competizioni ufficiali della stagione 1985-1986.

## Rosa
| N. |                   | Ruolo | Calciatore              |
| -- | ----------------- | ----- | ----------------------- |
|    | Italia (bandiera) | A     | Simone Cannavò          |
|    | Italia (bandiera) | D     | Maurizio Codispoti      |
|    | Italia (bandiera) | D     | Antonino Di Dio         |
|    | Italia (bandiera) | D     | Marco Frioni            |
|    | Italia (bandiera) | C     | Angelo Galfano          |
|    | Italia (bandiera) | A     | Antonio Germano         |
|    | Italia (bandiera) | C     | Giovanni Grande         |
|    | Italia (bandiera) | D     | Giancarlo Greco         |
|    | Italia (bandiera) | D     | Stefano Liquidato       |
|    | Italia (bandiera) | C     | Tommaso Martino         |
|    | Italia (bandiera) | C     | Giacomo Mazzara Bologna |

| N. |                   | Ruolo | Calciatore                 |
| -- | ----------------- | ----- | -------------------------- |
|    | Italia (bandiera) |       | Modicano                   |
|    | Italia (bandiera) | P     | Vito Occhione              |
|    | Italia (bandiera) | A     | Antonino Franco Pannitteri |
|    | Italia (bandiera) | A     | Marco Piga                 |
|    | Italia (bandiera) | C     | Gian Mario Pinto           |
|    | Italia (bandiera) | C     | Roberto Regina             |
|    | Italia (bandiera) | A     | Enrico Russo               |
|    | Italia (bandiera) | A     | Paolo Salamone             |
|    | Italia (bandiera) | D     | Claudio Scotti             |
|    | Italia (bandiera) | P     | Corrado Vaccaro            |

## Risultati

### Campionato

#### Girone di andata
| 22 settembre 1985 1ª giornata | Siracusa | 1 – 1 | Ercolanese |  |

| 29 settembre 1985 2ª giornata | Afragolese | 1 – 4 | Siracusa |  |

| 6 ottobre 1985 3ª giornata | Siracusa | 3 – 2 | Nissa |  |

| 13 ottobre 1985 4ª giornata | Akragas | 1 – 1 | Siracusa |  |

| 20 ottobre 1985 5ª giornata | Siracusa | 1 – 1 | Pro Cisterna |  |

| 27 ottobre 1985 6ª giornata | Paganese | 0 – 0 | Siracusa |  |

| 3 novembre 1985 7ª giornata | Trapani | 1 – 0 | Siracusa |  |

| 10 novembre 1985 8ª giornata | Siracusa | 2 – 2 | Canicattì |  |

| Nola 17 novembre 1985 9ª giornata | Nola            | 0 – 0 [ referto] | Siracusa | Stadio Comunale Piazza d'Armi\| Arbitro: \| Aceti (Seregno) \| |
| Arbitro:                          | Aceti (Seregno) |                  |          |                                                                |

| 24 novembre 1985 10ª giornata | Siracusa | 0 – 1 | Turris |  |

| 1º dicembre 1985 11ª giornata | Reggina | 1 – 0 | Siracusa |  |

| 8 dicembre 1985 12ª giornata | Siracusa | 1 – 1 | Frosinone |  |

| 15 dicembre 1985 13ª giornata | Ischia Isolaverde | 1 – 0 | Siracusa |  |

| 22 dicembre 1985 14ª giornata | Siracusa | 2 – 0 | Rende |  |

| 5 gennaio 1986 15ª giornata | Siracusa | 1 – 0 | Gladiator |  |

| 12 gennaio 1986 16ª giornata | Nocerina | 2 – 0 | Siracusa |  |

| 19 gennaio 1986 17ª giornata | Siracusa | 4 – 0 | Juventus Stabia |  |

#### Girone di ritorno
| 26 gennaio 1986 18ª giornata | Ercolanese | 2 – 0 | Siracusa |  |

| 2 febbraio 1986 19ª giornata | Siracusa | 1 – 0 | Afragolese |  |

| 9 febbraio 1986 20ª giornata | Nissa | 0 – 0 | Siracusa |  |

| 16 febbraio 1986 21ª giornata | Siracusa | 2 – 1 | Akragas |  |

| 23 febbraio 1986 22ª giornata | Pro Cisterna | 1 – 0 | Siracusa |  |

| 2 marzo 1986 23ª giornata | Siracusa | 2 – 2 | Paganese |  |

| 9 marzo 1986 24ª giornata | Siracusa | 0 – 0 | Trapani |  |

| 23 marzo 1986 25ª giornata | Canicattì | 0 – 1 | Siracusa |  |

| Arbitro: | Risetti (Voghera) |

|             |           |                            |
| Cannavò 11’ | Marcatori | 26’ Chiarella 53’ Mordocco |

| 6 aprile 1986 27ª giornata | Turris | 1 – 0 | Siracusa |  |

| 13 aprile 1986 28ª giornata | Siracusa | 1 – 1 | Reggina |  |

| 20 aprile 1986 29ª giornata | Frosinone | 0 – 0 | Siracusa |  |

| 4 maggio 1986 30ª giornata | Siracusa | 3 – 0 | Ischia Isolaverde |  |

| 11 maggio 1986 31ª giornata | Rende | 2 – 1 | Siracusa |  |

| 18 maggio 1986 32ª giornata | Gladiator | 2 – 0 | Siracusa |  |

| 25 maggio 1986 33ª giornata | Siracusa | 0 – 0 | Nocerina |  |

| 1º giugno 1986 34ª giornata | Juventus Stabia | 2 – 3 | Siracusa |  |